# جيمس آر. لويس
جيمس آر. لويس (بالإنجليزية: James R. Lewis)‏ (و. 1949  م) هو مؤلف، ومنجّم أمريكي، ولد في ليوناردتاون.

## التعليم
تعلم في جامعة ويلز ترينيتي سانت ديفيد - حرم لامبيتر ‏.